# Крульова-Польська
Крульова-Польська (пол. Królowa Polska) — село в Польщі, у гміні Камйонка-Велика Новосондецького повіту Малопольського воєводства.
Населення — 509 осіб (2011).
У 1975-1998 роках село належало до Новосондецького воєводства.

## Демографія
Демографічна структура станом на 31 березня 2011 року:
|          | Загалом | Допрацездатний вік | Працездатний вік | Постпрацездатний вік |
| -------- | ------- | ------------------ | ---------------- | -------------------- |
| Чоловіки | 245     | 73                 | 150              | 22                   |
| Жінки    | 264     | 71                 | 156              | 37                   |
| Разом    | 509     | 144                | 306              | 59                   |